# Paracypris dactylis
Paracypris dactylis is een mosselkreeftjessoort uit de familie van de Candonidae. De wetenschappelijke naam van de soort is voor het eerst geldig gepubliceerd in 1858 door Egger.